# Деньги
Де́ньги — всеобщий эквивалент, выступающий измерителем стоимости товаров или услуг, легко на них обменивающийся (имеющий максимальную ликвидность). По своей форме деньги могут быть особым товаром, ценной бумагой, знаком стоимости, различными благами или ценностями, записями по счетам. Выделяют основные функции денег: средство обмена, расчётная единица, средство сбережения. Ряд авторов выделяет также функцию стандарта стоимости (стандарт отсроченного платежа).
Исторически первыми были товарные деньги, но почти все современные денежные системы основаны на деньгах, неприменимых для непосредственного потребления как физический товар — бумажные деньги, чеки или долговые расписки, в том числе в электронной форме. Такие деньги получают свою ценность, будучи объявленными законным платёжным средством; то есть их физическая форма и способы обращения законодательно регламентированы, и они обязательны к приёму в уплату по всем обязательствам в границах государства-эмитента.
Денежная масса страны состоит из наличных денег (банкноты и монеты) и, в зависимости от конкретного используемого определения, одного или нескольких видов безналичных денег (остатки на текущих счетах, сберегательных счетах и других типах банковских счетов). Безналичные деньги составляют наибольшую часть широкой денежной массы в развитых странах.

## Этимология
По самой распространённой версии, отражённой в словаре М. Фасмера, русское слово «деньги» (ед. ч., устаревшее — «деньга») произошло от тюркского теңге или от хазарского тамга — «тавро», «клеймо», «печать».
В  «Хожении за три моря» Афанасия Никитина (XV век) индийские и китайские деньги называются тенка, тенки: например, «а родится дитя бѣло, ино гостю пошлины 300 тенекъ», «Почка алмаза новой копи по пять кени, чёрного — по четыре—шесть кени, а белого алмаза — одна тенка». Российские деньги в том же источнике называются «рублями».
Тенге (данек в арабских странах; дангх в Персии; танка, тангка или таньга в Индии, на Цейлоне, в Тибете и в Непале; таньга или теньга в Хивинском и Кокандском ханствах, в Бухарском эмирате) — первоначально мелкая серебряная, а затем — медная монета в странах Востока. В Древней Греции и в Персии эти монеты называли данака (греч. Δανακη; перс. danaka). Иногда так же называли ещё и греческий обол (например, согласно античным источникам, плату за перевоз усопших в загробный мир — обол Харона). Монеты Золотой Орды назывались данг.
В настоящее время тенге — денежная единица в Казахстане, а также разменная монета в Туркменистане. Танга — общепринятое название монет в Узбекистане.
В домонгольской Руси в обращении использовали западноевропейские денарии и дирхемы, поступавшие из Арабского халифата. Со времени становления централизованного государства на Руси и начала регулярной чеканки монеты в Москве «деньгой» стала называться монета достоинством в полкопейки, то есть одна двухсотая рубля. Кроме деньги, были и другие монеты: полушка — полденьги, одна четвёртая копейки; копейка; грош — две копейки; алтын — три копейки (см. пословицу «Не было ни гроша, да вдруг алтын»); пятак — пять копеек; гривенник — десять копеек; пятиалтынник — пятнадцать копеек; двугривенник — двадцать копеек; полтина — полрубля, то есть пятьдесят копеек; рубль (от глагола «рубить»), или тин (от глагола «тинать», то есть «резать», «рубить», см. в Словаре Владимира Даля: «Монету вытинают чеканом»).

## Общие положения
Часто встречается мнение, что деньги выражают стоимость различных товаров и такая денежная оценка делает разнородные товары легко сопоставимыми при обмене. Однако в экономической науке существует несколько трактовок сути стоимости и роли денег в ней.
По мнению сторонников трудовой теории стоимости, в частности К. Маркса, не деньги делают товары соизмеримыми, а наоборот — принципиальная соизмеримость товаров позволила некоторым из них трансформироваться в деньги. Марксисты считают, что все товары представляют собой овеществлённый человеческий труд и, следовательно, соизмеримы по количеству затраченного труда (сопоставляются затраты количества рабочего времени с учётом квалификации труда, необходимого для воспроизводства товаров). Это позволяет стоимость всех товаров выражать через количество одного стандартного товара, превращая этот последний в общую для них меру стоимости, то есть в деньги, а стоимость, выраженная в деньгах, становится ценой. Этот подход разделяет экономический смысл понятий цена и стоимость.
Представители Австрийской школы разработали концепцию маржинализма, согласно которой деньги являются результатом некоего общественного соглашения, благодаря которому некоторые товары были объявлены деньгами и цены всех остальных товаров начали формировать через деньги. Такой подход не делает различий между понятиями цена и стоимость, превращая их в синонимы.
Обычно деньгами становится товар с высокой ликвидностью (его легче всего обменять на другой товар, например скот). Помимо меры стоимости для других товаров, деньги являются средством обращения, то есть тем товаром, который является посредником в процессе обмена. Кроме того, функцию денег могут выполнять различные вещи, иные вещные права, обязательства и вещно-обязательственные комплексы.
В отличие от товаров, которые после обмена уходят из обращения, деньги в качестве средства обращения всегда находятся в нём, непрерывно обслуживая акты обмена товарами.
При этом, по словам Фридриха фон Хайека, «расхожее представление, будто существует четкая разграничительная линия между деньгами и не-деньгами — а закон обычно пытается провести такое разграничение — на самом деле неверно, если говорить о причинно-следственных связях в денежной сфере. Мы обнаруживаем здесь скорее континуум, в котором объекты с разной степенью ликвидности и с разной (колеблющейся независимо друг от друга) ценностью постепенно переходят друг в друга, поскольку они функционируют как деньги… тезис о существовании одной, четко определённой вещи, именуемой „деньгами“, которую можно легко отличить от других вещей, является юридической фикцией».
В современных условиях в роли денег выступают не столько конкретные товары (например, золото или иные драгоценные металлы, из которых делаются инвестиционные монеты), сколько обязательства государства или центрального банка в форме банкнот. Самостоятельной стоимости такие деньги не имеют и являются эквивалентом лишь номинально.
Государство обязывает граждан принимать банкноты и монеты в качестве законного средства платежа на данной территории. Для Российской Федерации это указано в Федеральном законе от 10 июля 2002 года № 86-ФЗ «О Центральном банке Российской Федерации (Банке России)» (ст. 29, банкноты (банковские билеты) и монеты Банка России являются единственным законным средством наличного платежа на территории Российской Федерации.; ст. 30, банкноты и монеты являются безусловными обязательствами Банка России и обязательны к приёму по нарицательной стоимости при осуществлении всех видов платежей, для зачисления на счета, во вклады и для перевода на всей территории Российской Федерации) и в Гражданском кодексе Российской Федерации (ст. 140, рубль является законным платёжным средством, обязательным к приёму по нарицательной стоимости на всей территории Российской Федерации).

## Функции
В книге «Деньги и механизм обмена» (1875 г.) Уильям Стенли Джевонс проанализировал деньги с точки зрения четырёх функций: средства обмена, общей меры стоимости (или расчётной единицы), стандарта стоимости (или стандарта отсроченного платежа) и средство сбережения. Большинство современных учебников в настоящее время перечисляет только три функции: средство обмена, расчётную единицу и средство сбережения, не рассматривая стандарт отсроченного платежа как отдельную функцию, а скорее относя его к другим функциям.
Было много исторических споров относительно сочетания функций денег, некоторые утверждали, что они нуждаются в большем разделении и что одной единицы недостаточно, чтобы справиться со всеми ими. Один из этих аргументов заключается в том, что роль денег как средства обмена противоречит их роли как средства сбережения: их роль как средства сбережения требует, чтобы они хранились, не расходуя их, тогда как их роль как средства обмена требует, чтобы они обращались. Другие утверждают, что хранение стоимости — это просто отсрочка обмена, но это не умаляет того факта, что деньги — это средство обмена, которое можно перемещать как в пространстве, так и во времени. Термин «финансовый капитал» является более общим и включает все ликвидные инструменты, независимо от того, являются ли они общепризнанными платёжными средствами.

### Основные функции денег
Деньги проявляют себя через свои функции. Обычно выделяют такие функции денег:
- Мера стоимости (иногда счётная единица). Разнородные товары приравниваются и обмениваются между собой на основании цены (коэффициента обмена, стоимости этих товаров, выраженных в количестве денег). Цена товара выполняет такую же измерительную функцию, как в геометрии длина у отрезков, в физике масса у тел. Для измерений не требуется досконально знать, что такое пространство или масса, достаточно уметь сравнивать искомую величину с эталоном. Денежная единица является эталоном для товаров. В условиях нетоварных денег возникает вопрос об использовании денег в качестве меры стоимости самих денег (продажа денег в качестве товара, обмен денег на деньги). Ряд авторов считает, что такая постановка вопроса не имеет смысла[24]. Также от характера денег зависит, являются ли деньги устойчивой мерой стоимости. Некоторые авторы считают, что устойчивость сохраняется лишь пока товарная масса по стоимости многократно превышает денежную. При выходе товарно-денежного обращения на уровень баланса товарной и денежной массы деньги утрачивают эту функцию[25].
- Средство обращения. Деньги используются в качестве посредника в обращении товаров. Для этой функции крайне важны лёгкость и скорость, с которой деньги могут обмениваться на любой другой товар (показатель ликвидность). При использовании денег товаропроизводитель получает возможность, например, продать свой товар сегодня, а купить сырьё лишь через день, неделю, месяц и т. д. При этом он может продавать свой товар в одном месте, а покупать нужный ему совсем в другом. Таким образом, деньги как средство обращения преодолевают временны́е и пространственные ограничения при обмене.
- Средство платежа. Деньги используются при регистрации долгов и их уплаты. Эта функция получает самостоятельное значение для ситуаций нестабильных цен на товары. Например, был куплен в долг товар. Сумму долга выражают в деньгах, а не в количестве купленного товара. Последующие изменения цены на товар уже не влияют на сумму долга, которую нужно оплатить деньгами. Данную функцию деньги выполняют также при денежных отношениях с финансовыми органами. Сходную по смыслу роль играют деньги, когда в них выражают какие-либо экономические показатели.
- Средство накопления. Деньги, накопленные, но не использованные, позволяют переносить покупательную способность из настоящего в будущее. Функцию средства накопления выполняют деньги, временно не участвующие в обороте. В отличие от товаров, деньги не исчезают при потреблении[26]. Однако нужно учитывать, что покупательная способность денег зависит от инфляции.
- Мировые деньги. Внешнеторговые связи, международные займы, оказание услуг внешнему партнёру вызвали появление мировых денег. Они функционируют как всеобщее платёжное средство, всеобщее покупательное средство и всеобщая материализация общественного богатства. До XX века роль мировых денег играли благородные металлы (в первую очередь, золото в форме монет или слитков). Сейчас мировыми деньгами обычно считают резервные валюты (в настоящее время это доллар США, швейцарский франк, евро, английский фунт, японская иена). Для прямых международных платежей могут применяться деньги и других стран. Например, платёжная система CLS позволяет свободно конвертировать 18 валют. Любая из них выполняет роль международного платёжного средства.

### Прочие функции денег
Также иногда выделяют такую функцию денег:
- Средство формирования сокровищ. Если в условиях натуральных денег для сохранения баланса между денежной и товарной массами требовалось уменьшить количество денег в обращении, они начинали откладываться в виде сокровищ. Сокровища отличаются от накоплений тем, что накопления являются формой аккумуляции средств для конкретной цели; при достижении необходимого размера или в нужное время они тратятся. Сокровища делают без конкретной цели. Основная причина их образования — невозможность (либо нежелание) эффективного использования всего объёма наличных денег. Сокровища начинают тратить, когда потребность экономики в денежной массе увеличивается[27][28][29]. В современных условиях символических денег роль сокровищ в регулировании денежной массы незначительна.

## История денег

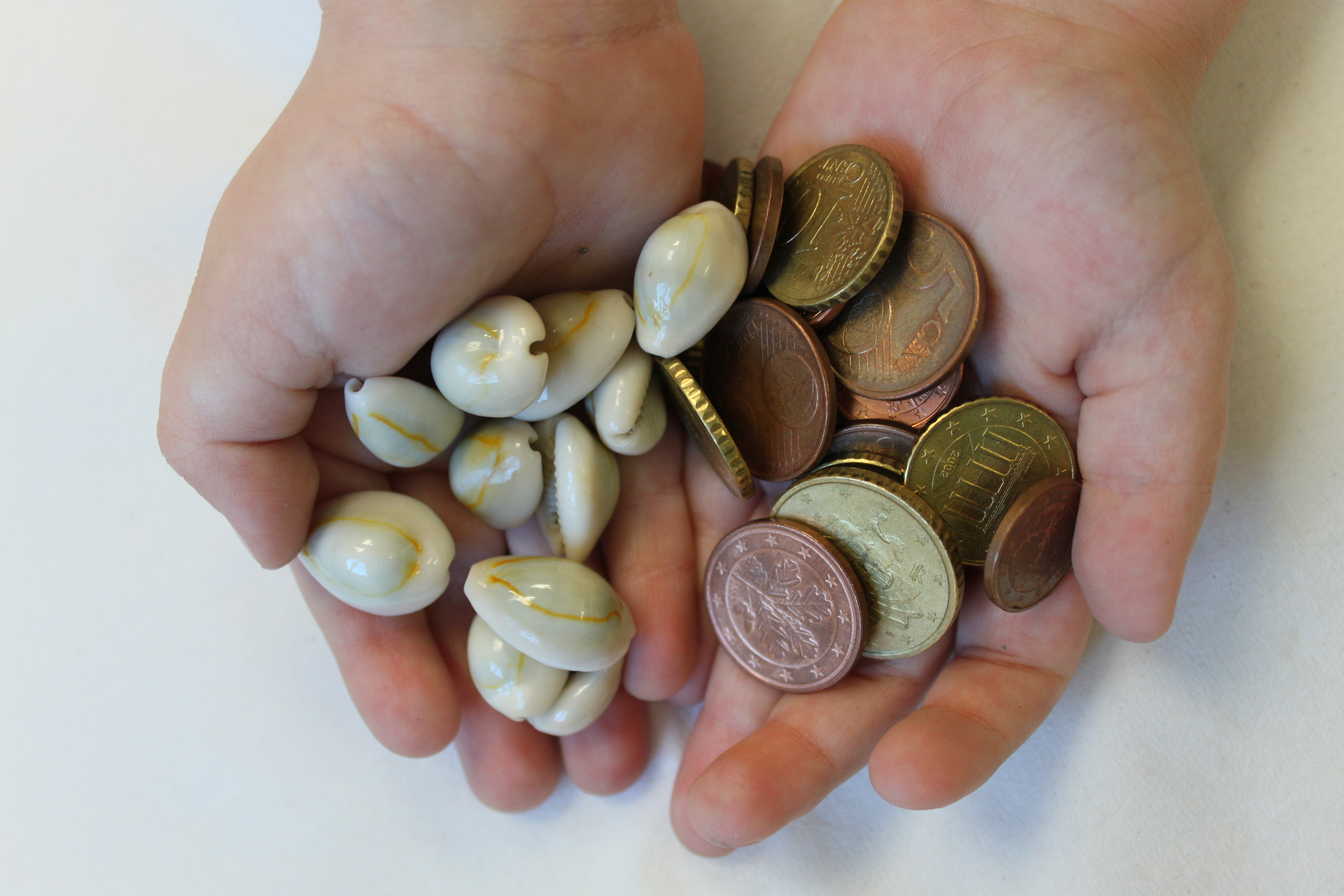
Ракушки каури — широко использовались как деньги, сейчас это украшение, популярный сувенир из Самоа

До появления денег экономика функционировала на основе бартера, дара и долга.
В различных регионах мира использовали в качестве денег различные вещи (товарные деньги):
- На островах Океании и у ряда племён индейцев Южной Америки деньгами служили ракушки и жемчужины.
- На острове Яп в Микронезии в качестве денег использовались большие плоские круглые камни с отверстиями в середине.
- Во многих странах в качестве денег использовался скот, меха и шкуры животных, эти формы денег были наиболее древними и распространёнными, позднее в качестве денег стали использовать бруски, слитки, обрубки из металлов.
- В Киевской Руси денежной единицей была гривна (серебряные слитки), наряду с ней в качестве денег использовались мех, соль, мёд, скот и т. п.

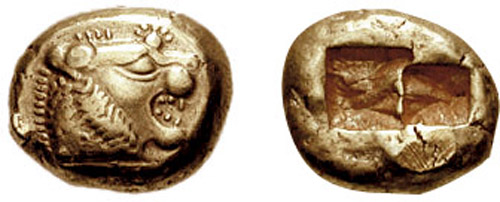
Лидийская монета, VI век до н. э.

В качестве средства расчёта использовался крупный рогатый скот, одежда, золото, вино, рабы, зерно, раковины, масло, серебро, свинец и бронза. В Африке и Канаде как средство расчёта использовали бусы, в Мексике — какао, в Норвегии — масло, в Нигерии — соль, на территории современной Анголы — пиво. Китовый ус выполнял такую роль на Фиджи, камни — на островах южной части Тихого океана, в Новой Каледонии использовали мех летучей лисицы, в России — мех чёрного сурка, в Конго — метательные ножи. В разных странах как средство для расчётов применяли церковную утварь, разные инструменты и украшения. В Германии после окончания Второй мировой войны средством расчёта выступали кофе и сигареты.
Постепенно роль денег перешла к металлам. Вероятно, сначала это были металлические предметы (наконечники стрел и копий, гвозди, утварь), затем — слитки разной формы. Функцию денег выполняли медь, бронза, железо, серебро. Лишь в некоторых странах (в Ассирии и Египте) ещё за 2 тысячелетия до н. э. для денег использовали золото. Со временем в качестве денег стали использоваться слитки металла, что имело значительные неудобства: во-первых, количество металла требовалось каждый раз взвешивать; во-вторых, нужно было определять его пробу. Для предотвращения подделок и обвеса со временем металл стали отмечать публичным клеймом. Так возникли чеканная монета и монетные дворы.
С VII века до н. э. в обращении появляются чеканные монеты. Быстрое распространение монет связано с удобством их хранения, дробления и соединения, относительной большой стоимостью при небольшом весе и объёме, что очень удобно для обмена.
«… все первые денежные единицы были весовыми мерами зерна — мина, сикль, лира, фунт».
Известны периоды в истории отдельных стран, когда использование монет по тем или иным причинам прекращалось, и в качестве денег вновь использовались товарные деньги. Так, на Руси в XII—XIV веках существовал безмонетный период, так как приток серебра из-за рубежа иссяк, а своих серебряных месторождений на Руси не было.
Путём порчи монет или девальвации государство могло уменьшить действительное количество металла, содержавшееся в монетах. Например, римский асс в последние времена республики был уменьшен до 11/24 своей первоначальной стоимости и стал весить только пол-унции вместо фунта. Это позволяло правителю уплачивать свои долги и выполнять обязательства при наличии меньшего количества металла, чем это требовалось бы первоначально.
В средневековой Европе монеты чеканили не только короли, но и крупные феодалы, если у них был в наличии денежный металл. Монеты обладали ликвидностью не через силу их эмитента, а в зависимости от веса и чистоты металла (см. Деньги средневековой Европы).
Первые бумажные деньги появились в Китае в 910 году. Самые ранние в мире выпуски банкнот были осуществлены в Стокгольме в 1661 году. В России первые бумажные деньги (ассигнации) были введены при Екатерине II (1769).

### Долговая природа современных фиатных денег
Исторически первые банки были местом хранения денег и других ценностей. О наличии денег на хранении выдавался сертификат (квитанция), который удостоверял, что деньги находятся у банкира на хранении, и предъявитель сей бумаги получит определённую сумму. Теперь для оплаты крупной покупки достаточно было передать сертификат, а не стопку монет. Со временем эти сертификаты стали иметь такую же силу, как и реальные деньги.
Так появились первые бумажные деньги, возникшие из практики использования банковских сертификатов (квитанций). Само слово «банкнота» происходит от английских слов «bank note», что означает «банковская запись».
Экономическая суть банкноты — обязательство банка выдать натуральные деньги. Однако сейчас банки не обязаны обменивать банкноты на полновесные натуральные деньги. Сами банкноты теперь и являются деньгами.

## Виды денег
1. Действительные деньги (выражены золотом, серебром или другими драгоценными металлами) — это деньги, номинал которых соответствует реальной стоимости, то есть стоимости металла, из которого они изготовлены.
2. Сейчас все современные денежные системы основываются на фиатных деньгах (то есть знаках стоимости, заместителях реальных денег). Но исторически выделяют четыре основных вида денег: товарные, обеспеченные, фиатные и кредитные.

Ряд авторов считает, что деньгами может быть любой предмет, который принимается в качестве оплаты за товары (услуги) и в счёт погашения долгов.

### Основные свойства денежного материала
Уильям Джевонс перечислил семь требований к материалу или товару, из которого изготавливаются деньги:
1. Ценность: предмет становится эталоном обмена и он сам обладает ценностью.
2. Портативность: высокая стоимость даже небольшого объёма и массы.
3. Хранимость: деньги должны хорошо храниться, не изменяя своих свойств на протяжении долгого времени.
4. Однородность или единообразие: отдельные экземпляры товара или монеты не должны обладать уникальными свойствами.
5. Делимость и объединяемость: материал не должен существенно менять свои свойства, если его делить на мелкие части или объединять в одно крупное целое.
6. Стоимостная стабильность: не должно быть резких скачков стоимости денег.
7. Узнаваемость или распознаваемость: можно легко и быстро определить, что это за предмет, провести простейшую проверку на фальшивость.

Другие авторы также рассматривают:
- Безопасность: защищённость от хищения, подделки, изменения номинала и т. п.
- Экономичность: денежный предмет должен быть лёгок в изготовлении.

### Товарные деньги

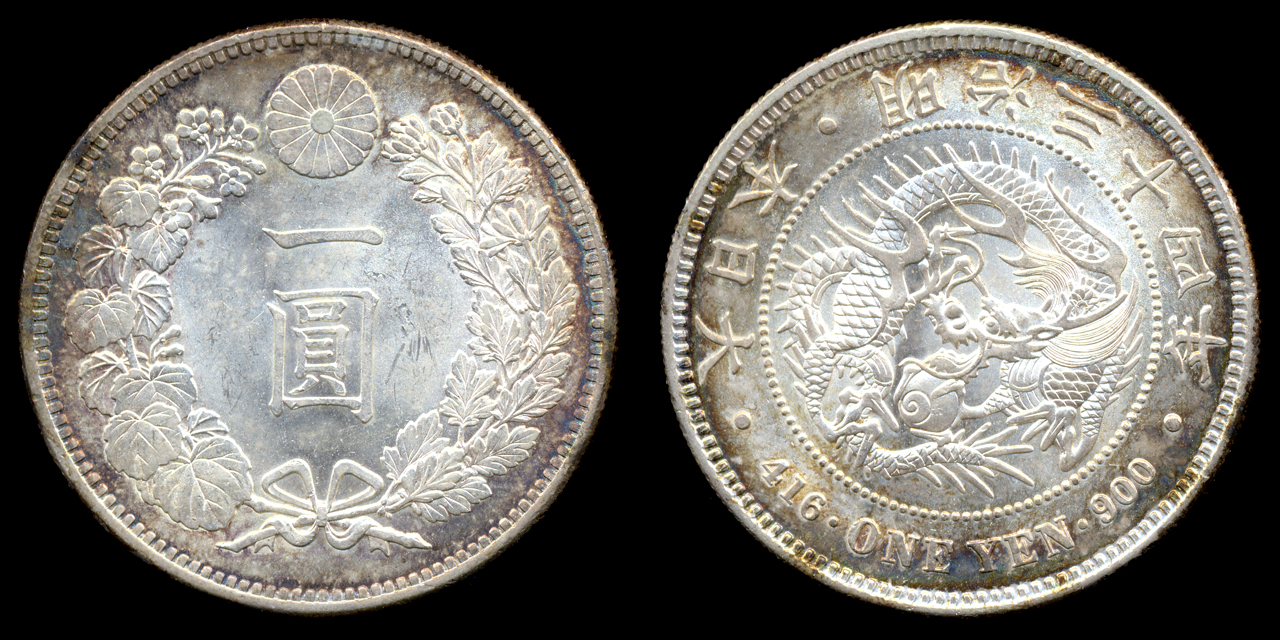
Японская иена 1890 года с изображением дракона. Серебро

Товарные (вещественные, натуральные, действительные, настоящие) деньги — деньги, в роли которых выступает товар, обладающий самостоятельной стоимостью и полезностью. Такие товары могут использоваться не только в качестве денег: например, золотую монету можно переплавить в ювелирное украшение. Именно такими деньгами являются все товары, которые выступали эквивалентами на начальных этапах развития товарного обращения (скот, зерно, меха, жемчужины, ракушки Каури и т. п.), а также металлические деньги — медные, бронзовые, серебряные, золотые, платиновые полновесные монеты.
Адам Смит рассказывал, что в его время (XVIII век) в некоторых шотландских селениях между рабочими был распространён обычай платить торговцам вместо мелкой монеты железными гвоздями, которые охотно принимались и имели вполне определённую стоимость. То же самое говорит и Шевалье про каменноугольные округа Франции. В конце XIX века Швейнфурт нашёл у племени бонго (в Судане) использование в качестве денег железных наконечников копий и лопаты.
Разные товары и сегодня выполняют функцию денег в специфических условиях. Например, сигареты у заключённых и военнопленных, водка и сахар в периоды экономических кризисов, оружие и боеприпасы в местах вооружённых конфликтов. В условиях голода и инфляции продукты длительного хранения могут стать средством накопления для зажиточных людей.
Но постепенно товарные деньги уходят из оборота. Они неудобны для частого обращения, так как слишком тяжелы, неделимы или портятся при хранении. Но самое главное — они слишком дороги в изготовлении. Ведь стоимость их изготовления должна соответствовать их номиналу, иначе натуральные деньги не будут выполнять функцию идеального товара, выступающего эквивалентом стоимости других товаров. В то же время с развитием экономики потребность в деньгах увеличивается, что делает денежную систему государства слишком дорогой. Стоимость денег в такой экономике всегда сопоставима с размерами ВВП, то есть слишком много ресурсов направляется не на производство товаров и услуг, а на производство денег, что сокращает общий производственный потенциал страны.
В настоящее время товарные деньги используются как средство сбережения и для коллекций (инвестиционная монета).

### Обеспеченные деньги
Обеспеченные (разменные, представительские) деньги — знаки или сертификаты, которые могут быть свободно обменены по предъявлению на фиксированное количество определённого товара или товарных денег, например, на золото или серебро. Фактически обеспеченные деньги являются представителями товарных денег.
Считается, что первые обеспеченные деньги появились в Древнем Шумере, где для оплаты использовались фигурки овец и коз из обожжённой глины. Эти фигурки могли быть обменены по предъявлению на живых овец и коз.
Первоначально банкноты удостоверяли наличие соответствующего количества полновесной монеты и являлись обеспеченными деньгами. Однако на сегодня, после отмены золотого стандарта, банкноты больше не гарантируются обменом на фиксированный товар и превратились в символические деньги, сохранив прежнее название.

### Фиатные деньги

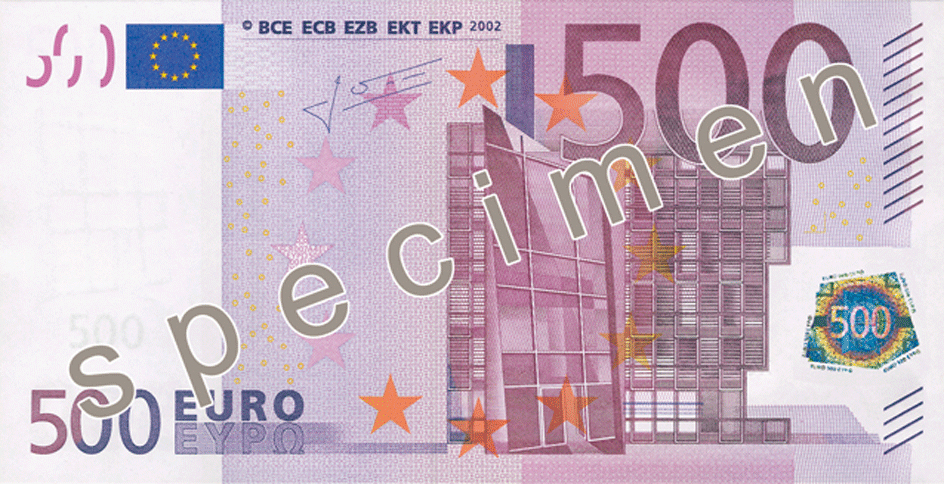
500 евро

Бумажные денежные знаки впервые появились в Китае при династии Сун (960—1279 годы), их прототипы появились в Китае ещё раньше. В 1023 году власти ввели государственную монополию на их выпуск. Марко Поло говорил с восхищением:

Все его подданные повсюду, скажу вам, охотно берут в уплату эти бумажки, потому что, куда они ни пойдут, за все они платят бумажками, за товары, за жемчуг, за драгоценные камни, за золото и за серебро: на бумажки все могут купить и за все ими уплачивать.

Так появились фиатные деньги, которые не имеют ценности, но способны выполнять функции денег, поскольку государство принимает их в качестве уплаты налогов, а также объявляет законным платёжным средством на своей территории.

«Деньги — это искусственная социальная условность. В отличие от других экономических благ деньги приобретают ценность в силу социальной условности; мы наделяем их косвенной ценностью не за их непосредственную полезность, а из-за того, что можем покупать на них товары».— Самуэльсон П. Экономика. — М.: Прогресс, 1964. — С. 68-69.
На сегодня основной формой фиатных денег являются банкноты и банковские (безналичные) деньги. При этом понятие «безналичные деньги» условно, так как речь идёт по существу о безналичных (безденежных) расчётах, то есть о расчётах должников с кредиторами без использования наличных денег. При расчётах наличными деньгами собственник денежных купюр (банкнот) непосредственно использует их по своему усмотрению, а при безналичных расчётах управомоченное лицо предъявляет к банку соответствующие требования, исполнение которых от него уже не зависит. Это же относится к единицам стоимости электронных нефиатных платёжных систем (разновидность электронных денег).
С распространением платёжных карт и электронных денег банкноты постепенно вытесняются из обращения.

### Внешние и внутренние деньги
Внешние деньги — это либо фиатные деньги, либо деньги, обеспеченные некоторым активом с положительным чистым предложением.
Внутренние деньги — средство обращения (обмена), являющееся или обеспеченное любой формой долга. Примером могут служить чеки, векселя, облигации и т. п. Поскольку это обязательство одного лица и в то же время актив другого лица, объём чистого предложения внутренних денег равен нулю.

### Электронные деньги
Под электронными деньгами понимают системы хранения и передачи с использованием компьютерных сетей и систем хранимой стоимости как традиционных валют, так и негосударственных частных валют — обращение электронных денег может осуществляться как по правилам, установленным или согласованными с государственными центробанками, так и по собственным правилам негосударственных платёжных систем.

## Кредитные деньги
Кредитные деньги — права требования в будущем в отношении физических или юридических лиц, специальным образом оформленный долг, обычно в форме передаваемой ценной бумаги, которые можно использовать для покупки товаров (услуг) или оплаты собственных долгов. Оплата по таким долгам обычно производится в определённый срок, хотя есть варианты, когда оплата производится в любое время по первому требованию. Кредитные деньги несут в себе риск неисполнения требования.
Примеры кредитных денег: вексель, чек.

## Ценность денег
Ценность денег как средства обращения заключается в их покупательной способности. Покупательная способность не обязательно должна быть обусловлена действительной стоимостью, например, стоимостью золота, из которого деньги изготовлены или на которое они легко и гарантированно могут быть обменены (золотой запас). Она может определяться доверием держателей денежных средств (см. также паритет покупательной способности).
Ценность денег как средства сбережения определяется процентной ставкой, то есть ценой использования заёмных (взятых в долг) денег. При сравнении процентных ставок в разных валютах необходимо учитывать размер инфляции для получения правильного результата.

### Денежная иллюзия
Это термин, описывающий склонность людей воспринимать номинальную стоимость денег, а не их реальную стоимость, выражающуюся в покупательной способности. Иначе говоря, большинство людей больше обращает внимание на цифровой номинал денег, хотя важны количественные соотношения при покупке товаров. Это заблуждение вызвано отсутствием самостоятельной ценности фиатных денег, реальной ценностью которых является их возможность обмена на товары и услуги, а также возможность платить налоги.

### Психология денег
Направление психологии, изучающее отношение человека к деньгам и к другим людям в связи с денежными отношениями, а также влияние денежных факторов на поведение человека, в частности, на принятие решений.

### Закон Коперника — Грешема
Долгое время считалось, что закон был впервые постулирован в 1526 году в Трактате о деньгах польским астрономом, экономистом и математиком Николаем Коперником (1473—1543) и окончательно сформулирован в 1560 году английским финансистом Томасом Грешемом (1519—1579). Однако описываемый законом факт был отмечен ещё Аристофаном в V веке до н. э. в комедии «Лягушки»:
Как старинную монету и сегодняшний чекан.

Настоящими деньгами, неподдельными ничуть,

Лучшими из самых лучших, знаменитыми везде

Среди эллинов и даже в дальней варварской стране,

С крепким правильным чеканом, с пробой верной, золотой

Мы не пользуемся вовсе. Деньги медные в ходу,

Дурно выбитые, наспех, дрянь и порча, без цены.
В окончательном виде Закон Коперника — Грешема гласит: «Худшие деньги вытесняют из обращения лучшие», где под хорошими подразумеваются деньги, внутренняя стоимость которых выше либо номинальной стоимости, либо находящихся в обороте плохих денег с равной номинальной стоимостью. Закон был актуальным во время существования серебряных и золотых монет. Так, при понижении содержания ценных металлов в монетах при сохранении прежней номинальной стоимости ранее существовавшие монеты быстро выходили из употребления. Это объяснялось тем, что люди предпочитали сохранять хорошие деньги, расплачиваясь плохими.
В условиях свободного рынка формируются две независимые денежные единицы, обмениваемые по определённому курсу (например, ассигнационный и серебряный рубль). Поэтому лауреат Нобелевской премии по экономике 1999 года Роберт Манделл дополнил закон Грешема: «Плохие деньги вытесняют хорошие, если они имеют одинаковую цену» (англ. Bad money drives out good if they exchange for the same price).

### Закон денежного обращения (количества денег в обращении)
Экономический закон, который определяет количественное отношение между товарной и денежной массой, описывается формулой:
{\displaystyle K={\frac {\sum {}^{}T_{pr}Y-\sum {}^{}T_{cr}+\sum {}^{}T_{r/cr}-\sum {}^{}T_{c}}{O}}}
{\displaystyle K} — количество денег в обращении;
{\displaystyle \sum {}^{}T_{pr}Y} — сумма стоимостей товаров, подлежащих реализации;
{\displaystyle \sum {}^{}T_{cr}} — сумма стоимостей товаров, платежи по которым выходят за рамки данного периода;
{\displaystyle \sum {}^{}T_{r/cr}} — сумма стоимостей товаров, проданных в прошлые периоды, сроки платежей по которым наступили в этом периоде;
{\displaystyle \sum {}^{}T_{c}} — сумма взаимопогашенных (встречных) обязательств;
{\displaystyle O} — количество оборотов денежной массы за период (скорость оборачиваемости денег).

### Ликвидность
Деньги обладают максимальной ликвидностью по сравнению с другими товарами. Ликвидность современных бумажных денег базируется на государственной политике взыскания налогов и системе законов, обязывающих рассматривать эту форму денег в качестве законного платёжного средства.

## Денежные системы
Денежная система государства характеризуется:
- наименованием и официально принятыми сокращениями (знаками, символами и аббревиатурами) денежной единицы, её фракций (разменных денежных единиц), а также их соотношением (системой денежного счисления);
- видами денежных знаков (металлическими, бумажными, проч.), их номиналами;
- структурой денежного обращения, наличием или отсутствием наличных денег, порядком осуществления безналичных расчётов, в том числе с использованием денежных суррогатов и деривативов;
- порядком выпуска (эмиссии) денежных знаков, признания их утратившими платёжеспособность, а также изъятия из обращения;
- порядком использования во внутреннем денежном обращении иностранных валют, обмена национальной валюты на иностранную и установления валютных курсов;
- правами и обязанностями (функциями) эмиссионного центра (как правило, центрального банка страны);
- порядком создания и функциями коммерческих банков;
- обязательством государства (или его эмиссионного центра) по свободному или ограниченному размену денежных знаков на благородные металлы или отсутствием такого обязательства;
- инструментами и методами денежно-кредитной (монетарной) политики;
- другими существенными параметрами.

Основные характеристики денежной системы, как правило, закрепляются в законодательстве страны. В Российской Федерации основные параметры денежной системы заданы следующими законами:
- Конституцией Российской Федерации;
- Законом «О Центральном банке Российской Федерации (Банке России)»;
- Законом «О валютном регулировании и валютном контроле»;
- Законом «О банках и банковской деятельности»;
- Законом «О противодействии легализации (отмыванию) доходов, полученных преступным путём, и финансированию терроризма»

Так, статьёй 75 Конституции РФ зафиксировано, что «Денежной единицей в Российской Федерации является рубль. Денежная эмиссия осуществляется исключительно Центральным банком Российской Федерации».

### Эмиссия денег

#### Экзогенные и эндогенные деньги
В современной экономике деньги можно разделить на экзогенные (англ. exogenous money) и эндогенные (англ. endogenous money).
На объёмы экзогенных денег эмиссионный банк может оказывать влияние, расширяя или сужая монетизацию имеющихся в экономике активов (см. статью Денежная база).
Но наряду с центральным банком в создании кредитных денег принимают участие коммерческие банки, масштабы ссудной эмиссии которых испытывают на себе воздействие кредитно-денежной политики центрального банка. Эмитируемая ими денежная масса в форме безналичных денег выступает как эндогенные деньги (зависимая переменная, задаваемая изменениями экзогенной величины).

### Системы денежного счисления

#### Недесятичные и десятичная системы

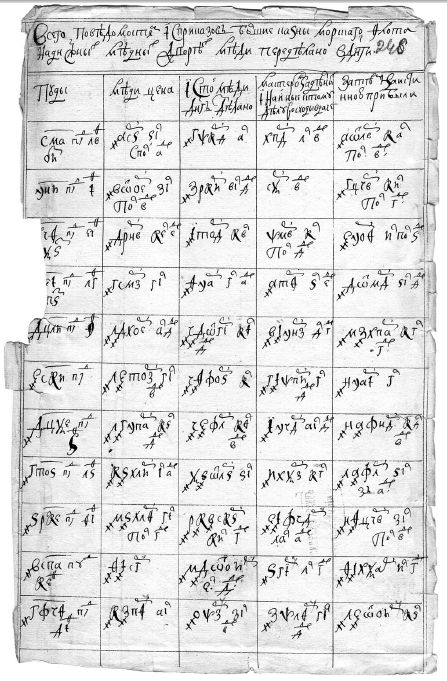
Акт передела меди в монету (XVIII в.): Денежные суммы записаны кириллицей и выражены в рублях, алтынах и денгах, чьи сокращения («ру», «а», «де») расположены над суммами

Исторически наиболее распространёнными были двенадцатеричная (дуодецимальная), шестидесятеричная (сексагезимальная) и четверичная системы денежного счисления. Со временем все прочие вытеснила десятичная система счисления, когда каждые 10 единиц определённого порядка составляют единицу следующего, более высокого порядка. Например, 10 центов = 1 дайм, 10 даймов = 1 доллар. В упрощённом (и наиболее распространённом) случае единица базовой валюты состоит из 100 производных единиц: 1 рубль = 100 копеек.
Из европейских стран десятичный принцип денежного счёта впервые был использован в России. С конца XIV и до начала XVIII века денежная система Руси была основана на комбинированной десятично-сексагезимальной системе счисления. Базовая денежная единица — московская денга — равнялась 1/2 копейки, 1/6 алтына и 1/200 рубля. То есть уже тогда 1 рубль состоял из 100 копеек. Однако копейка в денежном счёте практически не участвовала, а рубль был как раз исключительно счётной единицей: если не считать неудавшегося эксперимента по введению рублёвой монеты при Алексее Михайловиче, то рубль как монета появился только в 1704 году. Денежная сумма меньше рубля выражалась только в денгах и алтынах. 33 алтына и 2 денги составляли рубль, но не 100 копеек.
Десятичный принцип денежного счёта окончательно утвердился в России в 1704 году в результате денежной реформы Петра I, когда была выпущена монета достоинством 1 рубль, а счёт в денгах и алтынах был запрещён во всех государственных учреждениях. 15 февраля 1971 года, последней из развитых стран, на десятичный принцип денежного счисления перешла Великобритания. До этого в стране использовалась смешанная дуодецимально-двадцатеричная система (1 шиллинг = 12 пенсов; 1 фунт = 20 шиллингов = 240 пенсов).
В настоящее время недесятичные системы денежного счисления используются только в трёх странах:
- в Саудовской Аравии, где базовая десятичная система включает в себя элементы смешанной пятерично-двадцатеричной системы счисления (100 халалов = 1 риял; 5 халалов = 1 кирш; 20 киршей = 1 риал; то есть 1 риал = 20 киршей = 100 халалов);
- на Мадагаскаре (1 ариари = 5 ираймбиланья) — пятеричная система.
- в Мавритании (1 угия = 5 хумов) — пятеричная система.

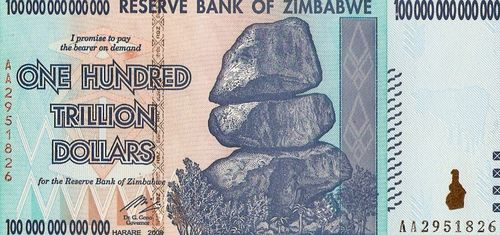
Сто триллионов зимбабвийских долларов (14 нулей)

У некоторых валют производных никогда не существовало. Например, у национальной денежной единицы Вануату — вату. Во многих государствах из-за недавней или продолжающейся гиперинфляции разменные денежные единицы не используются и не выпускаются де-факто, в лучшем случае являясь единицами счёта. Один из последних примеров — зимбабвийский доллар, номинал банкнот которого дошёл до 100 000 000 000 000 (сто триллионов долларов).

#### Состав разменных номиналов
С точки зрения состава номиналов для удобства расчётов ряд денежных знаков должен обладать следующими свойствами:
- Обеспечить набор произвольной нужной суммы наименьшим числом денежных знаков. Эта задача аналогична задаче о выборе наилучшей системы гирь для взвешивания на рычажных весах, решённая ещё Леонардо Пизанским (Фибоначчи) в XIII веке[52][53]. Из решения следует, что:
  - наиболее экономичной является система номиналов из ряда чисел в троичной системе счисления — 1, 3, 9, 27, 81, 243 и т. д., то есть ряды с номиналами, кратными степеням тройки, но она подразумевает, что продавец будет очень часто отвлекаться на отсчитывание сдачи и стараться иметь максимально большой запас мелких номиналов для сдачи;
  - чтобы минимизировать необходимость давать сдачу лучше всего подходит система номиналов в двоичной системе счисления — 1, 2, 4, 8, 16, 32, 64… то есть ряды с номиналами, кратными степеням двойки.
- Обеспечить набор нужной суммы наибольшим числом комбинаций.

В СССР c 1961 года использовался ряд 1 коп., 2 коп., 3 коп., 5 коп., 10 коп., 15 коп., 20 коп., 50 коп., 1 р., 3 р., 5 р., 10 р., 25 р., 50 р., 100 р., то есть более ориентированный на расчёты со сдачей. Монеты 1 коп., 2 коп., 3 коп. и 5 коп. весили 1, 2, 3 и 5 г соответственно. Их пересчёт можно было осуществлять по весу.
С 1998 года в России используют ряд 1 коп., 5 коп., 10 коп., 50 коп., 1 р., 2 р., 5 р., 10 р., 50 р., 100 р., 200 р., 500 р., 1000 р., 2000 р., 5000 р., то есть более ориентированный на расчёты без сдачи.
Для перекрытия наибольшего диапазона сумм наименьшим числом денежных знаков ряд денежных номиналов должен быть нелинейным, например, логарифмическим. Наиболее экономичными из множества логарифмических рядов являются натуральнологарифмические ряды, но их применение в денежной системе неудобно, поскольку для людей более удобна десятичнологарифмическая система с номиналами 1, 10, 100, 1000… Для удобства расчётов внутри каждой группы подобного ряда должны быть промежуточные номиналы, число которых зависит от количества (массовости) операций внутри данной группы. При одном промежуточном номинале, которые кратны {\displaystyle 3*10^{n}} (3, 30, 300, 3000…) их десятичные логарифмы (lg(3)=0,48…, lg(30)=1,48…, lg(300)=2,48…, lg(3000)=3,48…) ближе других промежуточных номиналов к серединным значениям (0,5 1,5 2,5 3,5…) на десятичнологарифмической шкале номиналов, то есть более равномерно заполняют десятичнологарифмическую шкалу номиналов, а значит наиболее экономичны по сравнению с другими промежуточными номиналами.

### Денежные реформы
Денежная реформа — это осуществляемые государством преобразования в сфере денежного обращения, имеющие своей целью упорядочение денежного обращение и укрепление денежной системы страны.

## Коллективные и мировые деньги (валюты)
Мировые деньги — функция денег, заключающаяся в том, что деньги используются в качестве средства расчётов в международном платёжном обороте между странами.

## Деньги в искусстве

### Библейские сюжеты

Динарий кесаря (Тициан)
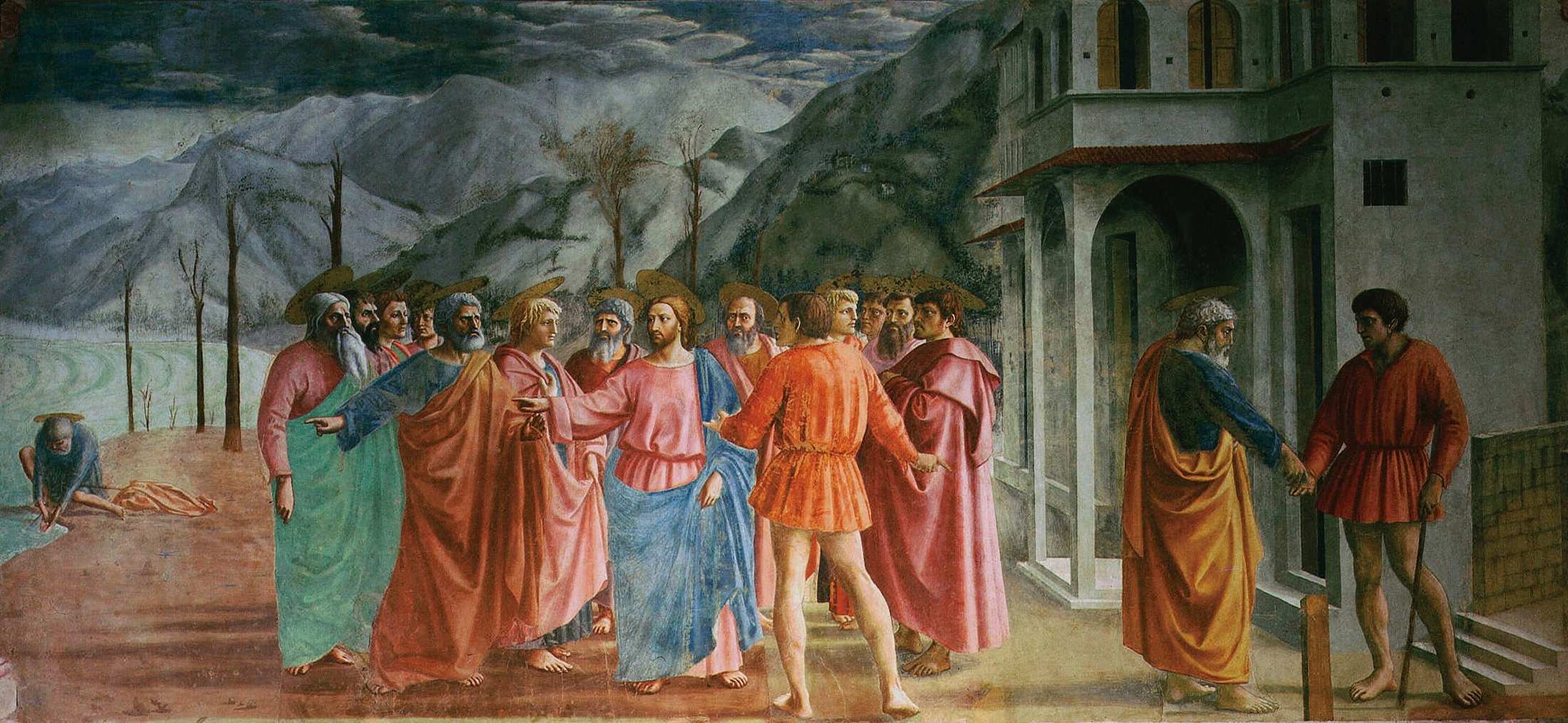
Чудо со статиром (Мазаччо)
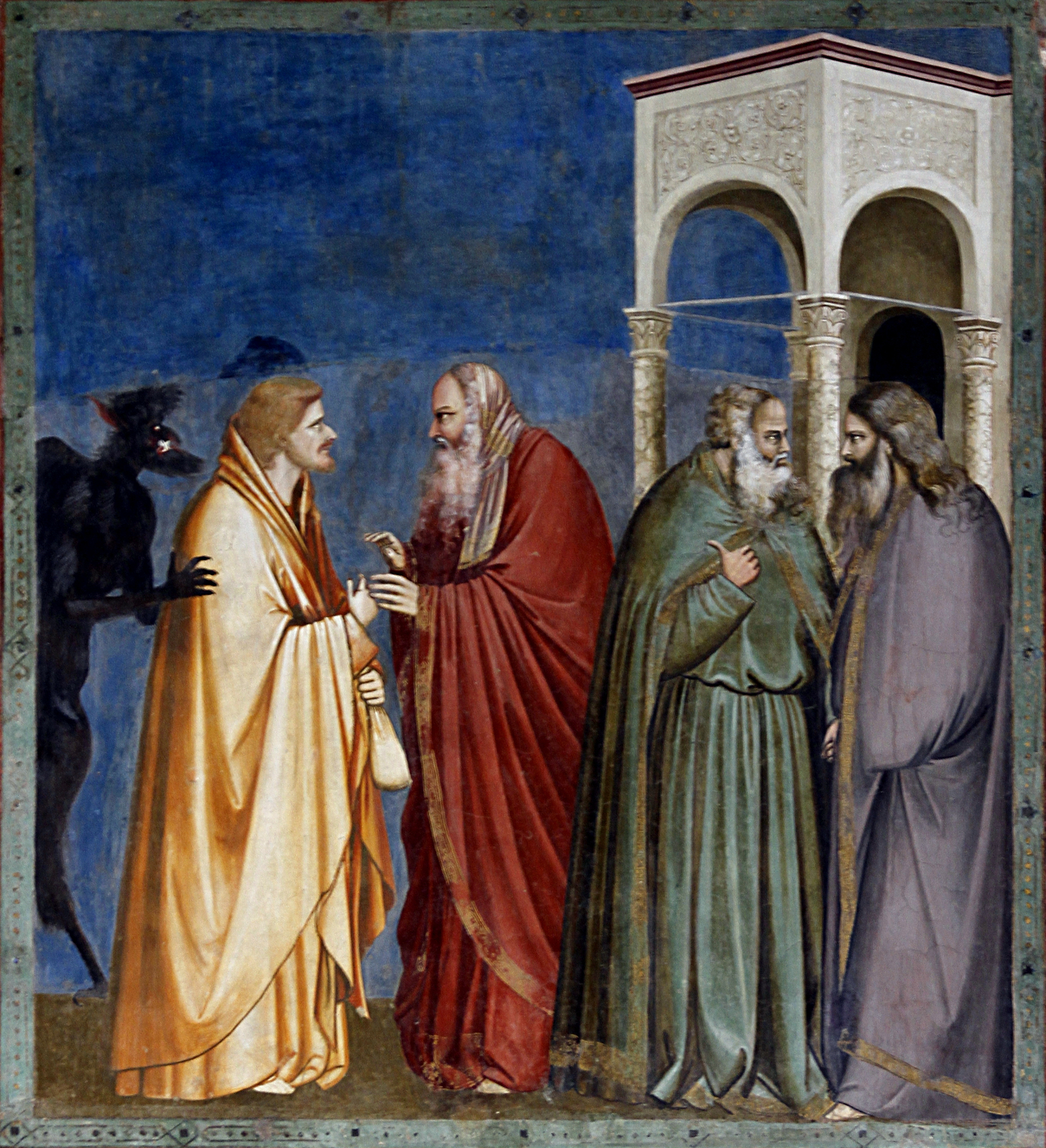
Иуда получает деньги за предательство (Джотто)
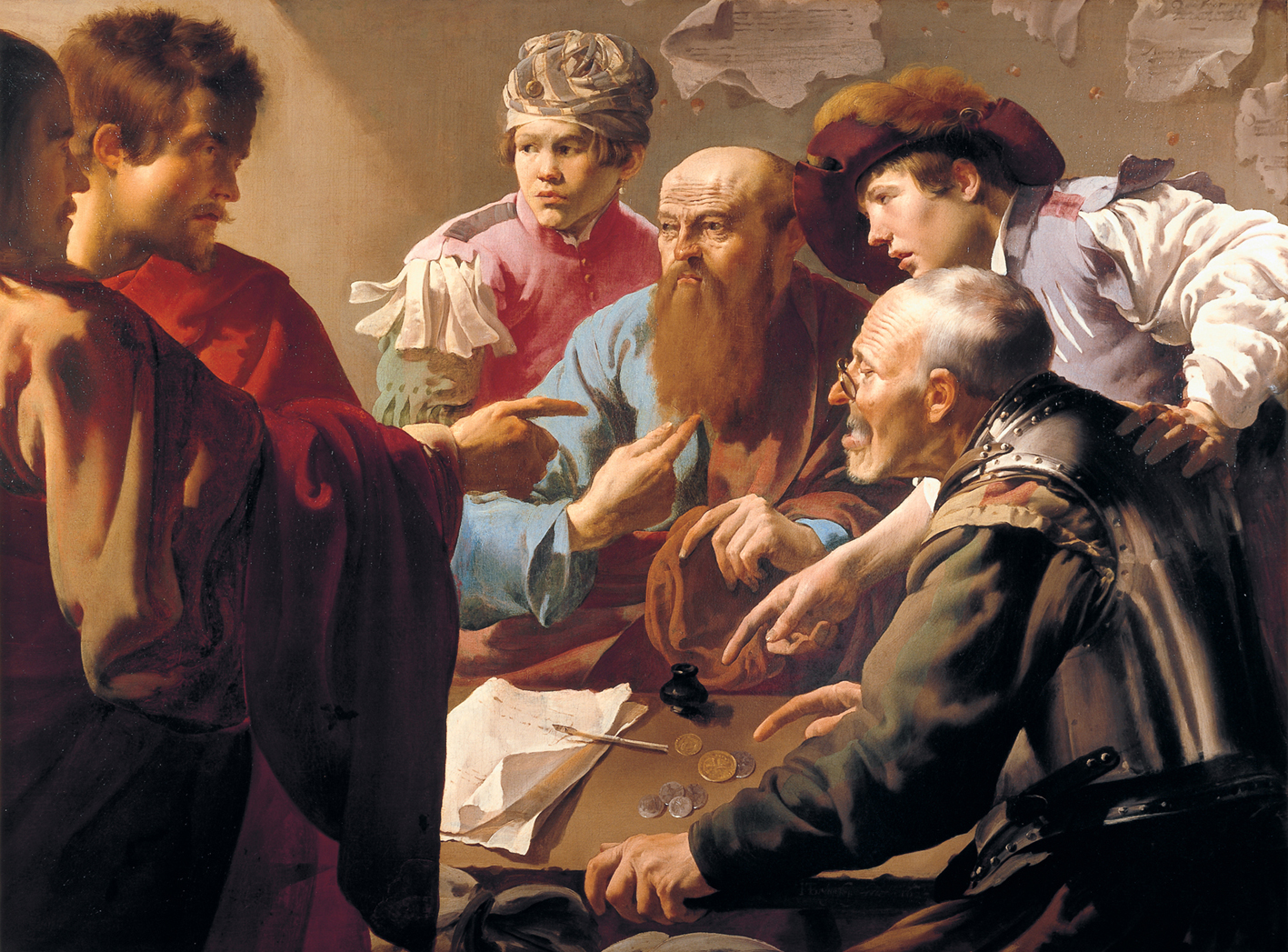
Призвание Св. Матфея (Тербрюгген)

### Памятники деньгам

Памятник рублю в Димитровграде
Памятник рублю в Томске
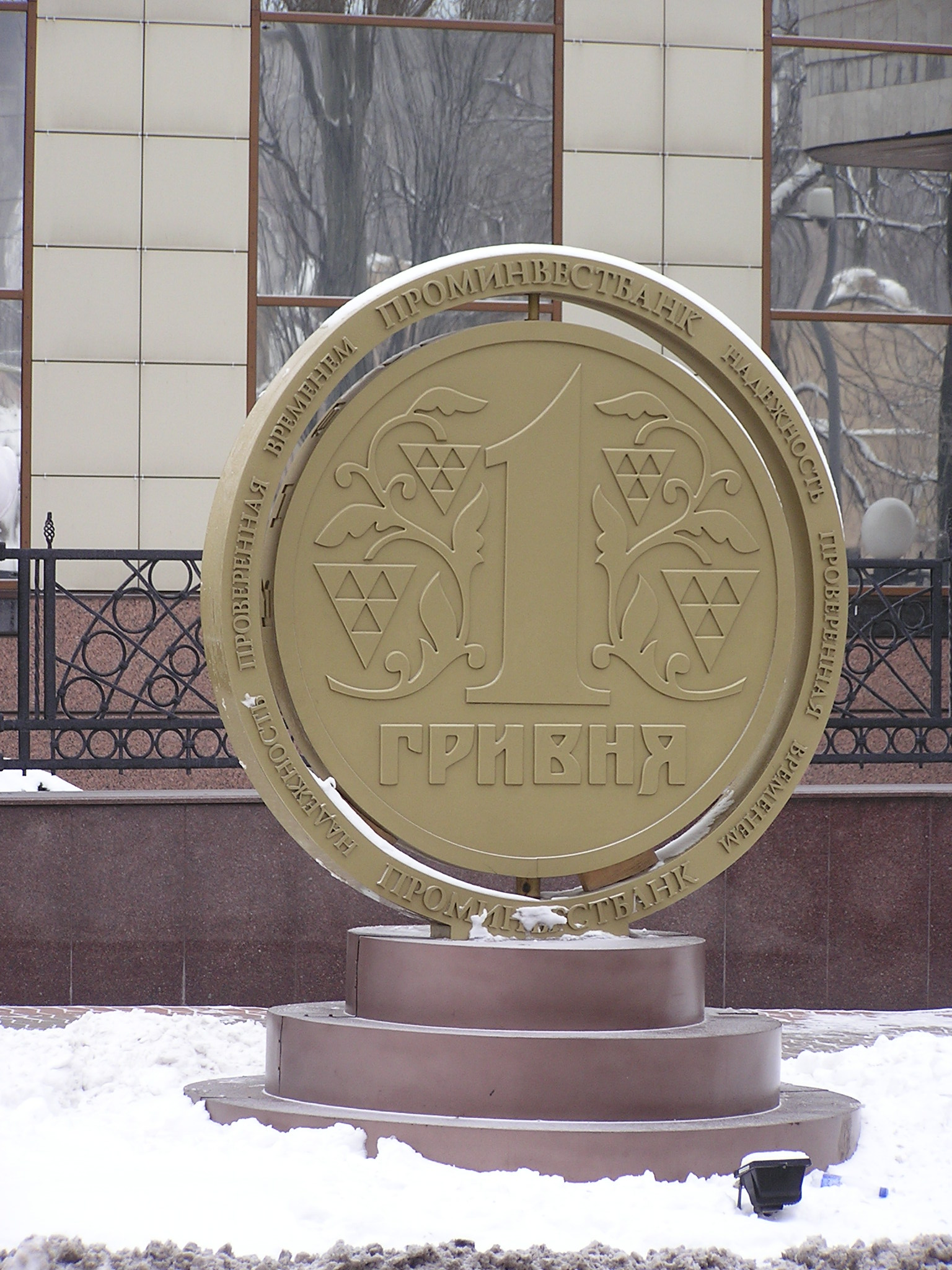
Памятник гривне в Донецке
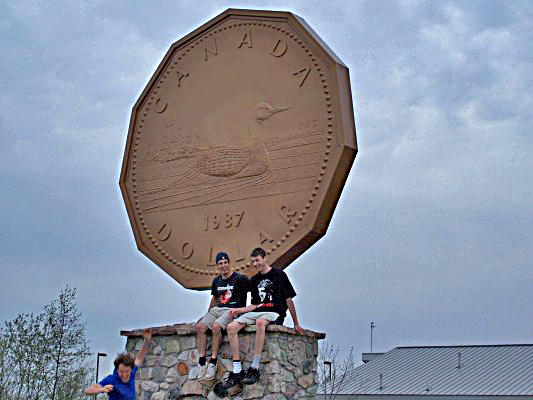
Памятник канадской монете достоинством 1 доллар (Loonie)
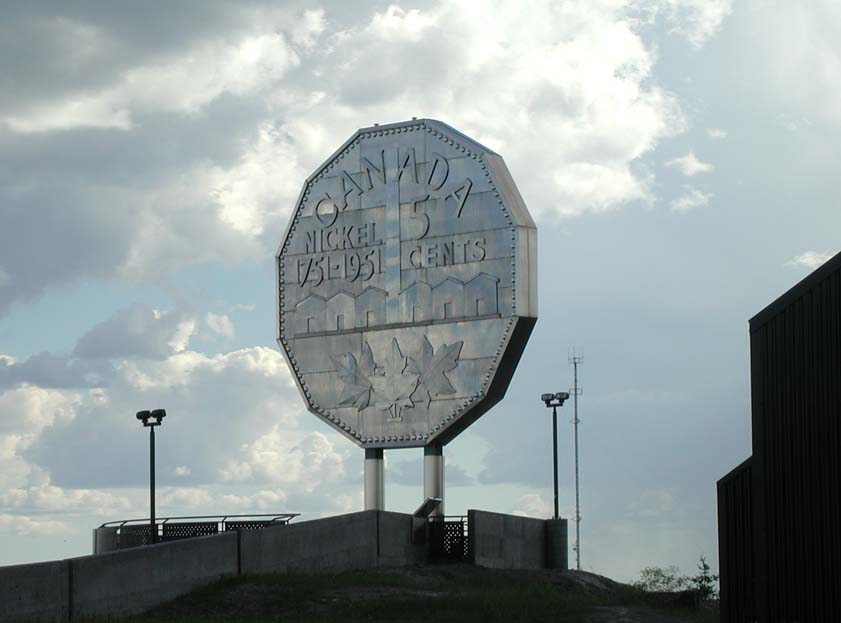
Памятник канадской монете достоинством 5 центов (Nickel)
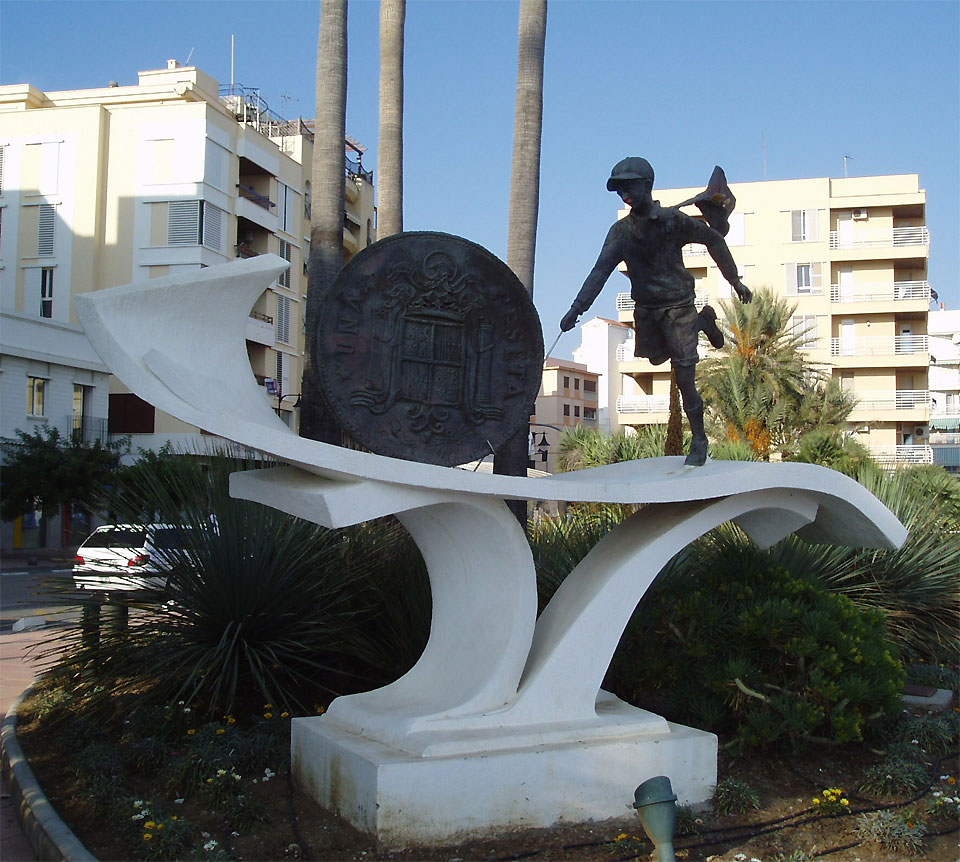
Памятник испанской песете
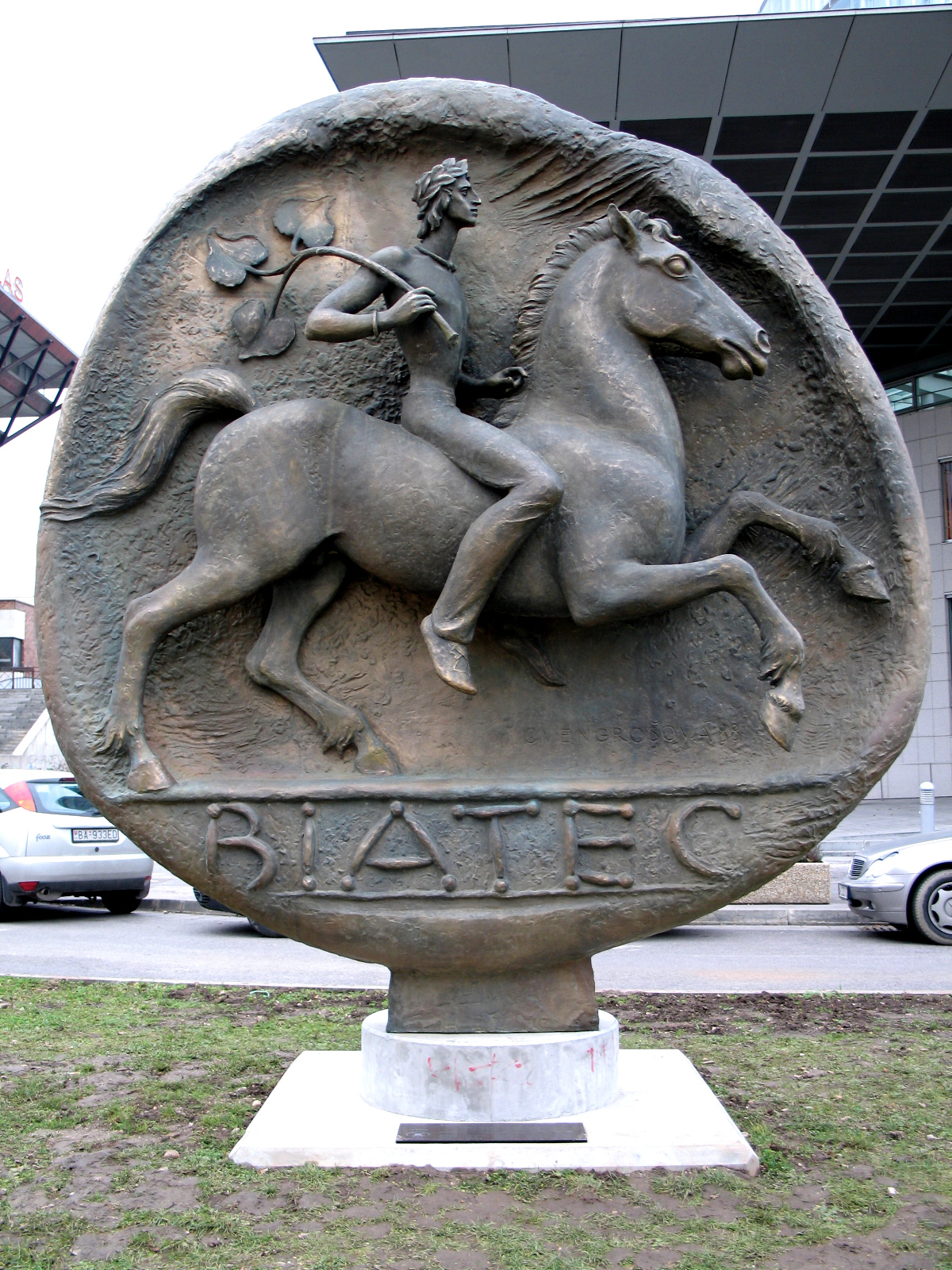
Памятник биатеку, античной словацкой монете

### Надгробия деньгам

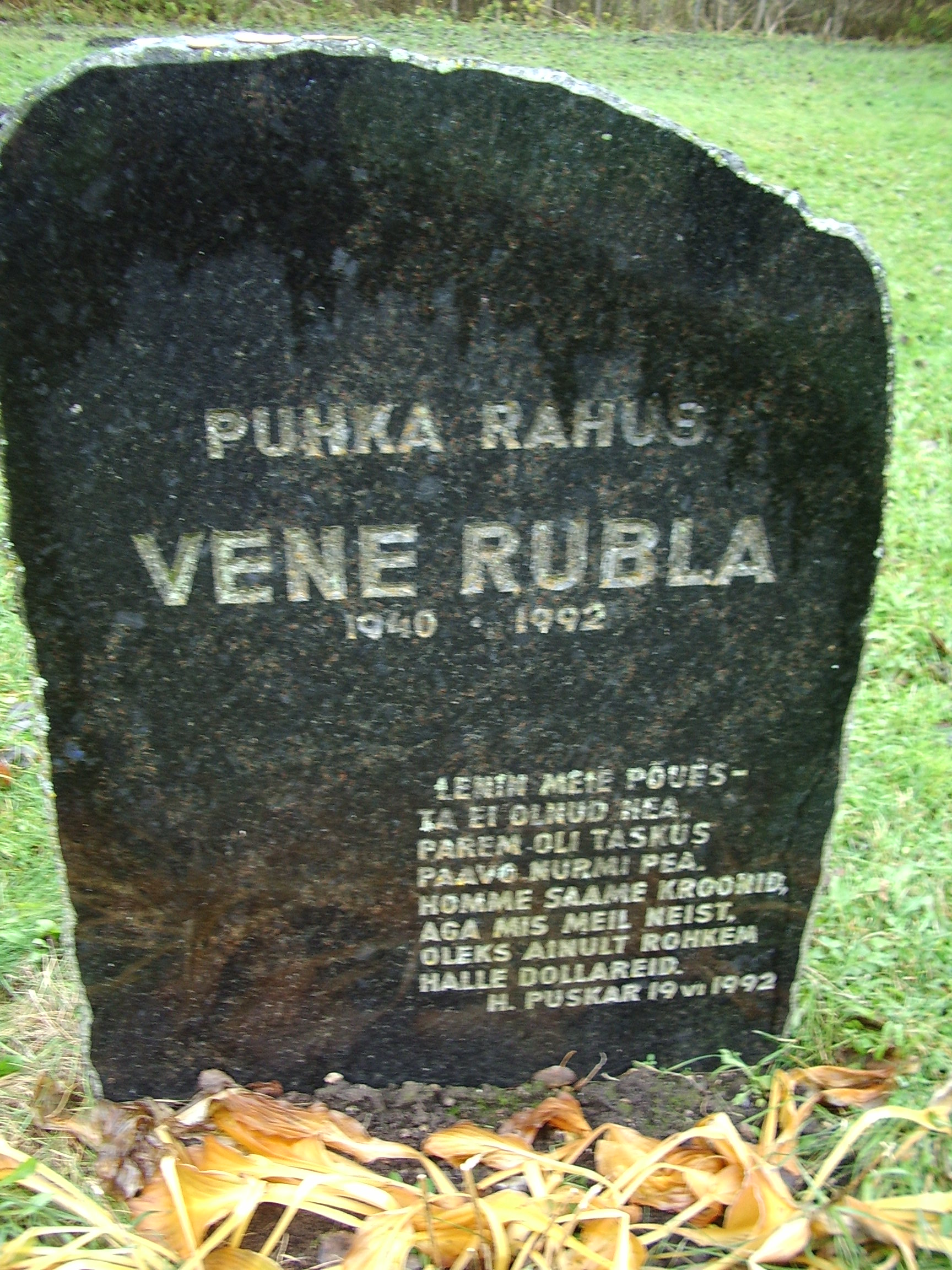
Надгробие рубля в Паяке (Эстония)
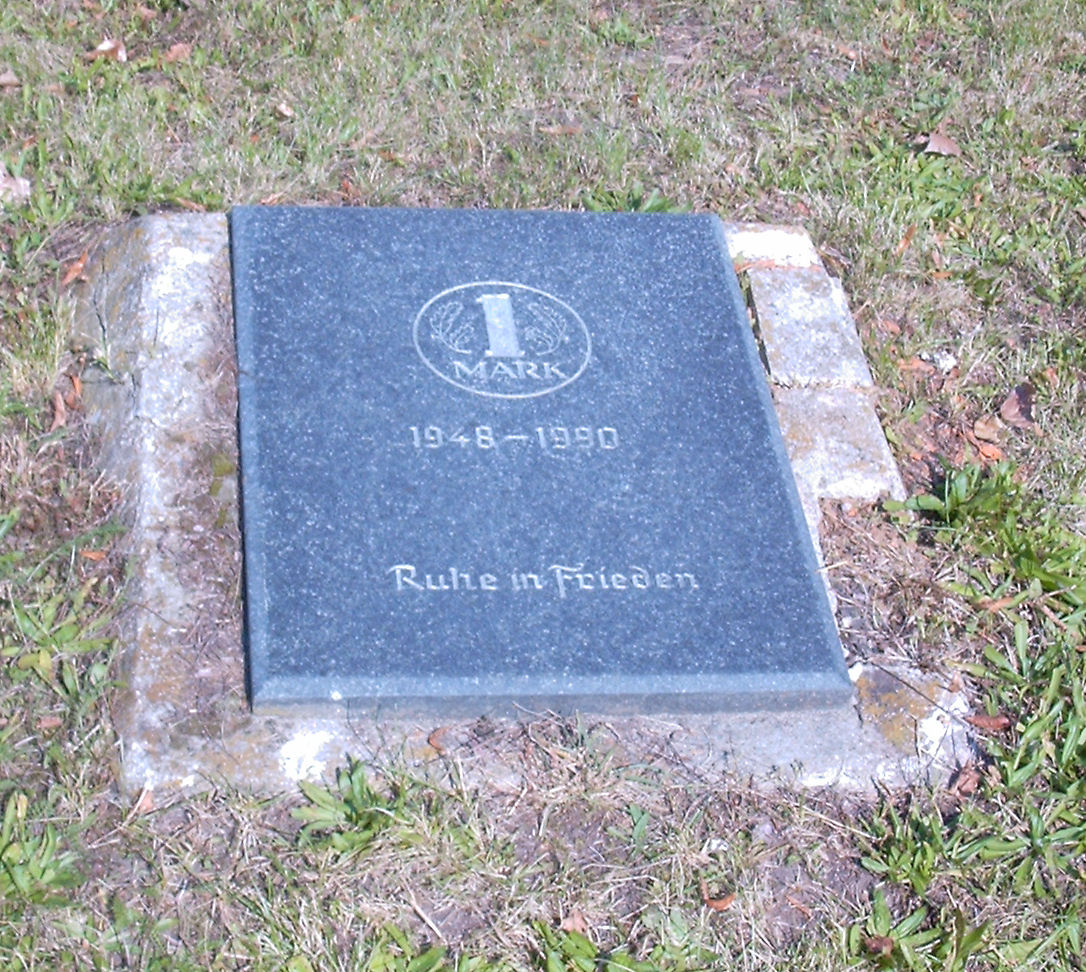
Надгробие немецкой марки

### Купцы,мытари,менялы

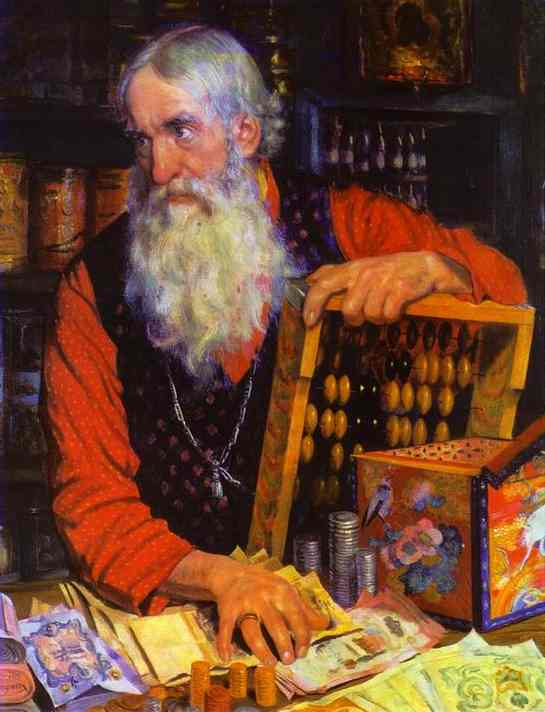
Купец (Кустодиев)
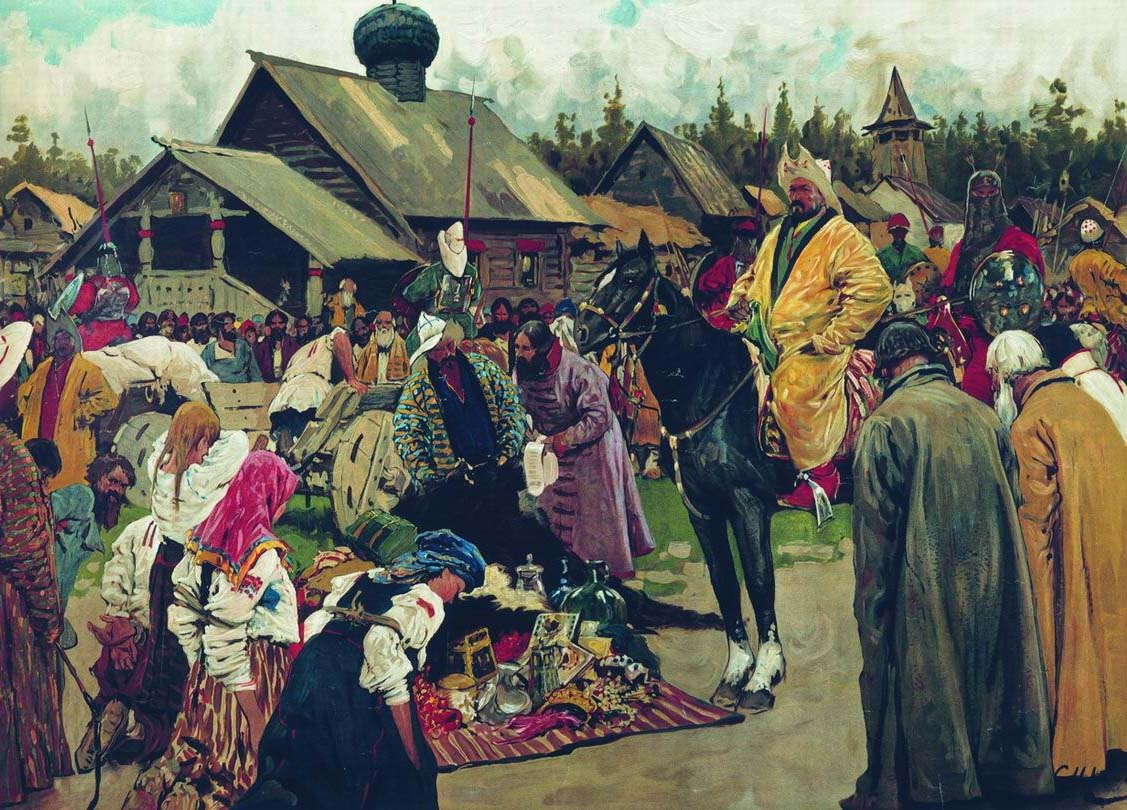
Баскаки (Иванов)
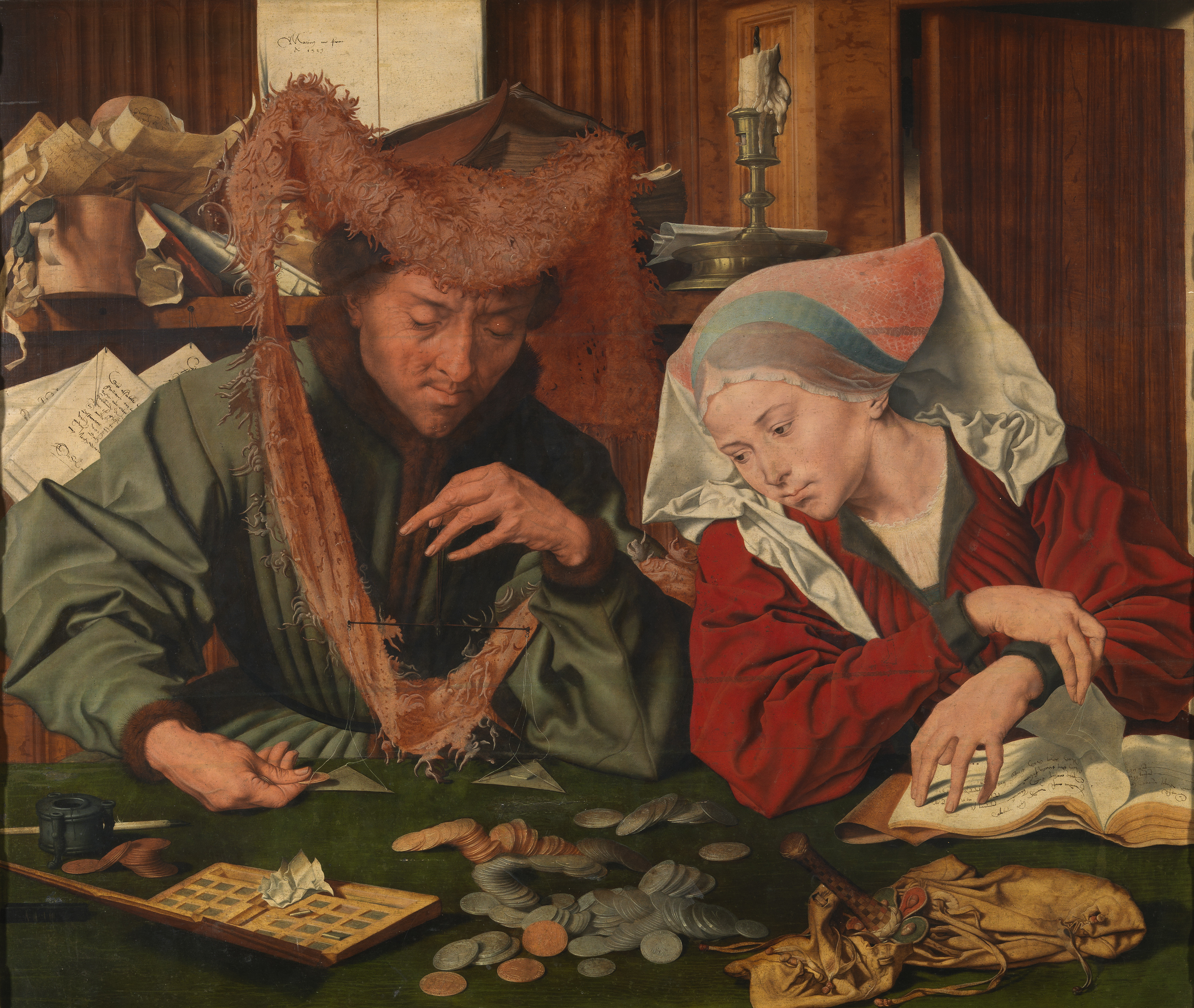
Сборщик податей со своей женой (Реймерсвале)
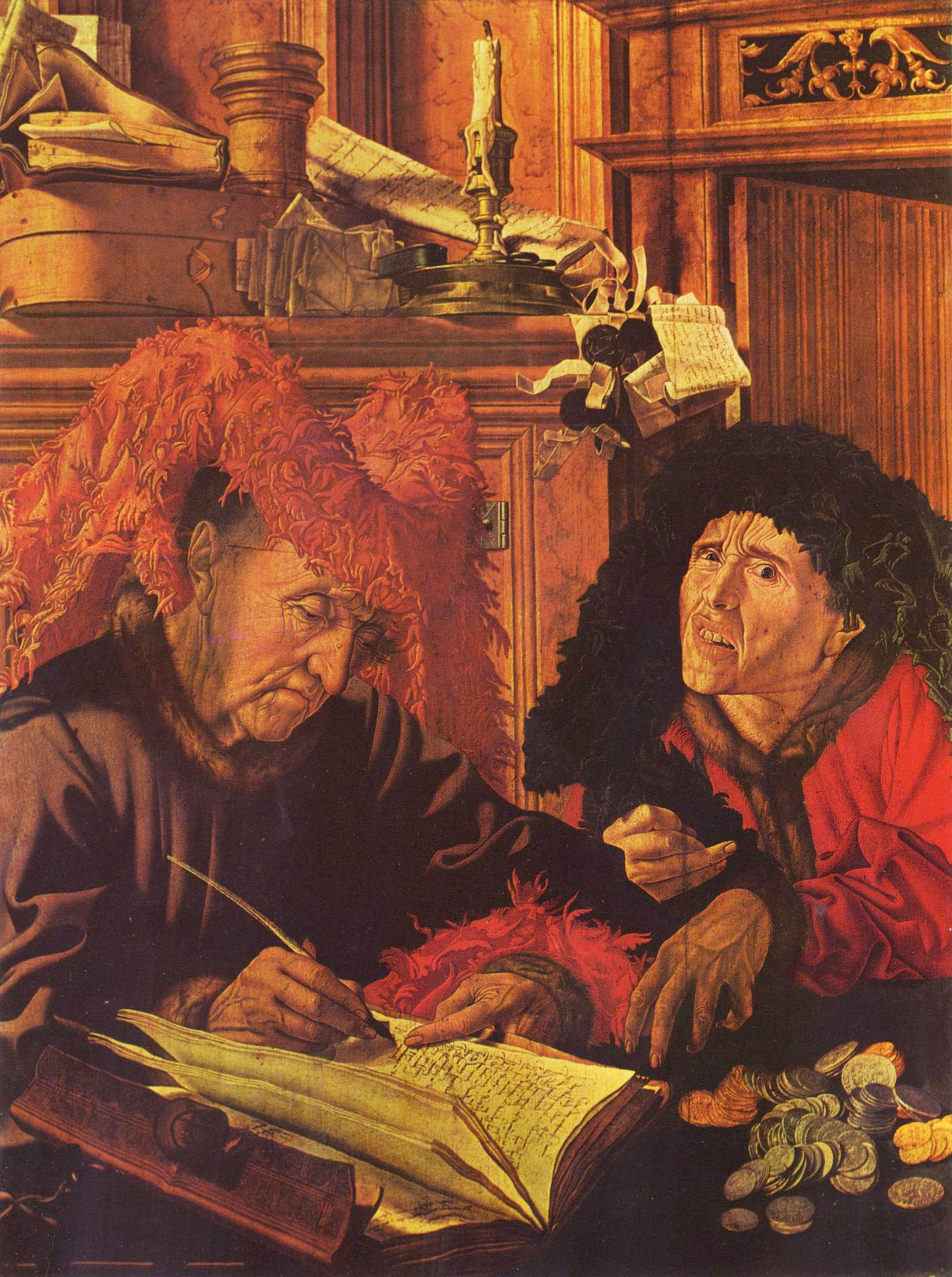
Сборщики податей (Реймерсвале)
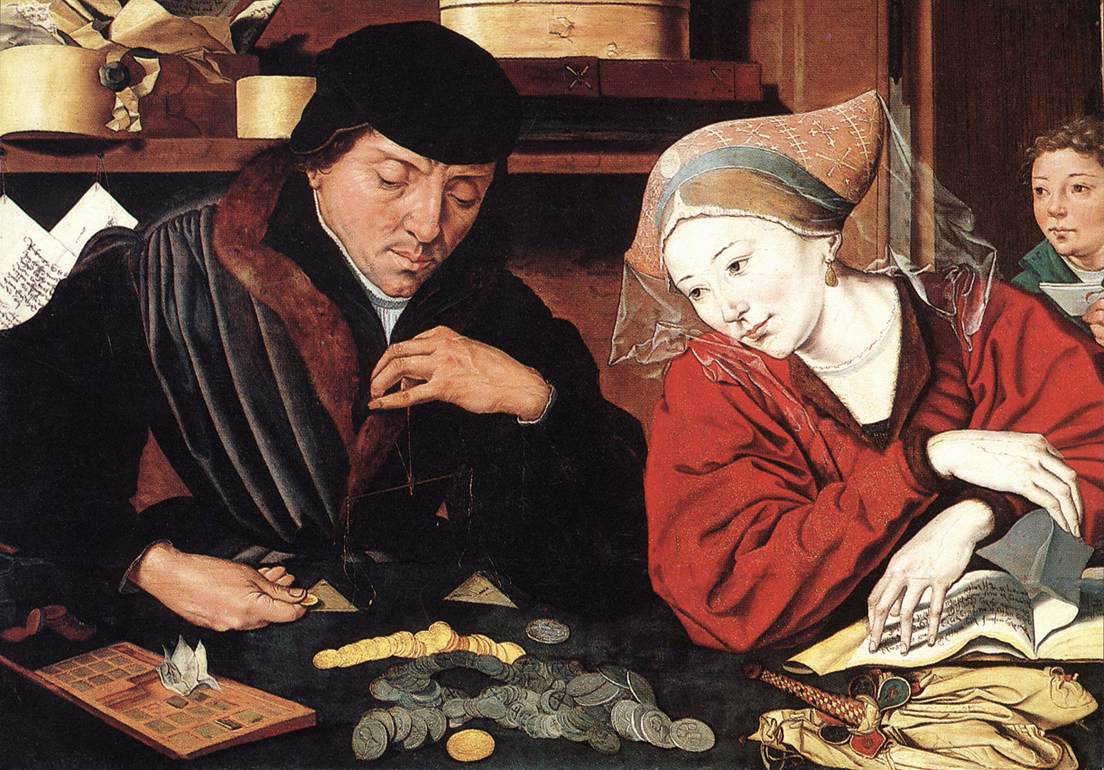
Меняла с женой (Реймерсвале)
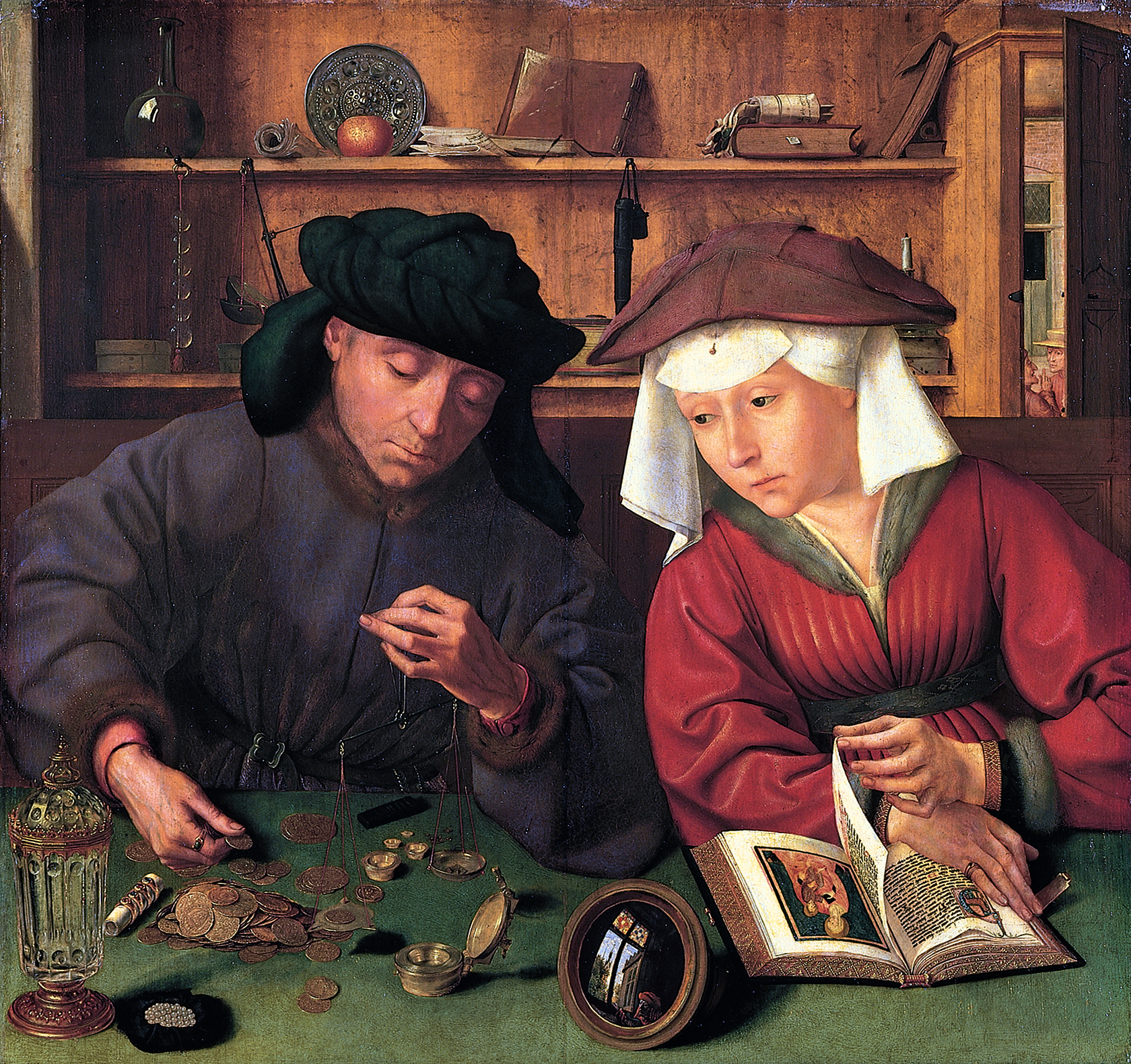
Меняла с женой (Массейс)